# A Present for Everyone
A Present for Everyone és el segon àlbum d'estudi de la banda de Pop rock britànica, Busted. va ser lliurat el 2003 per Universal Island Records i va arribar al número 2 de la UK Albums Chart. Va tornar-se un triple album platini amb més d'un milio de vendes.

## LLista de pistes
1. "Air Hostess" (3:57) (James Bourne, Tom Fletcher, Charlie Simpson, Matt Willis)
2. "Crashed the Wedding" (2:39) (Bourne, Fletcher)
3. "Who's David?" (3:31) (Bourne, Fletcher)
4. "She Wants to Be Me" (3:23) (Bourne, Christy, Edwards, Simpson, Spock, Willis)
5. "3am" (3:39) (Bourne, Christy, Edwards, Simpson, Spock, Willis)
6. "Falling for You" (3:01) (Simpson, Bourne, Fletcher)
7. "That Thing You Do" (3:24) (Bourne, Fletcher, Simpson)
8. "Over Now" (3:53) (Bourne, Fletcher)
9. "Fake" (3:25) (Chambers, Power, Willis)
10. "Meet You There" (3:06) (Bourne, Simpson)
11. "Why" (4:47) (Simpson)
12. "Loner In Love" (3:57) (Bourne, Fletcher)
13. "Better Than This" (3:55) (Chambers, Power, Willis)
14. "Can't Break Thru" (4:13) (Bourne, Raphael)
15. "Nerdy" (3:45) (Bourne, Fletcher, Simpson)

## Importació Japonesa
1. "Air Hostess" (3:57)
2. "What I Go To School per [Steve Power Mix]" (6:45)
3. "Crashed The Wedding" (2:39)
4. "Who's David? [Single Version]" (3:19)
5. "She Wants To Be Me" (3:23)
6. "Teenage Kicks" (2:59)
7. "Falling 4 You" (3:01)
8. "Thunderbirds" (3:39)
9. "That Thing You Do" (3:24)
10. "Meet You There" (3:06)
11. "Nerdy" (3:45)

## Importació de Hong Kong

### CD
1. "Air Hostess" (3:57)
2. "Crashed the Wedding" (2:39)
3. "Who's David?" (3:31)
4. "She Wants to Be Me" (3:23)
5. "3am" (3:39)
6. "Falling for You" (3:01)
7. "That Thing You Do" (3:24)
8. "Over Now" (3:53)
9. "Fake" (3:25)
10. "Meet You There" (3:06)
11. "Why" (4:47)
12. "Loner In Love" (3:57)
13. "Better Than This" (3:55)
14. "Can't Break Thru" (4:13)
15. "Nerdy" (3:45)

### DVD
1. Crashed The Wedding (Video)
2. What I Go To School For (Video)
3. You Said No (Video)
4. Year 3000 (Video)
5. Sleeping With The Light On (Video)

## Posició a les llistes

### Albums
| Any  | CLLista          | Posició |
| ---- | ---------------- | ------- |
| 2003 | Danish Albums    | #33     |
| 2003 | Irish Albums     | #9      |
| 2003 | UK Top 75 Albums | #2      |

### Senzills (singles)
| Any  | LLista            | Senzill                      | Posició      |
| ---- | ----------------- | ---------------------------- | ------------ |
| 2003 | UK Singles Top 75 | "Crashed the Wedding"        | #1           |
| 2004 | UK Singles Top 75 | "Who's David"                | #1           |
| 2004 | UK Singles Top 75 | "Air Hostess"                | #2           |
| 2004 | UK Singles Top 75 | "3am"/"Thunderbirds Are Go!" | #1           |
| 2004 | UK Singles Top 75 | "She Wants to Be Me"         | Not eligible |